# Цапник, Ян Юрьевич
Ян Ю́рьевич Ца́пник (род. 15 августа 1968, Иркутск) — российский актёр театра и кино.

## Биография
Ян Цапник родился 15 августа 1968 года в Иркутске, в семье ведущего актёра Челябинского государственного академического театра драмы имени Наума Орлова Юрия Цапника (1945—2014). Мать, Валентина Николаевна — спортсменка (лёгкая атлетика).
Учился в челябинской школе №11 в спортивном классе с гандбольной подготовкой. Закончил музыкальную школу по классу скрипки. В учебно-производственном комбинате получил профессию повара. Окончил два курса Свердловского театрального института.
Срочную службу проходил в разведывательно-десантной роте отдельного разведывательного батальона ГСВГ, после службы не стал возвращаться в Свердловский театральный институт и перевёлся в Ленинградский институт театра, музыки и кинематографии (ЛГИТМиК).
Выпускник ЛГИТМиКа (курс В. В. Петрова).
С 1992 по 2005 год — актёр Академического Большого драматического театра им. Г. А. Товстоногова.
В 2001 году был ведущим развлекательно-спортивной телеигры «Клад графа N» на канале ТВЦ.

## Личная жизнь
С 1998 года женат на специалисте в области востоковедения Галине, имеет дочь Елизавету (род. 2002).

## Фильмография

### Актёр
- 1987 — Ищу друга жизни — Гоша
- 1987 — Команда 33
- 1989 — Зверь ликующий (к/м) — насильник
- 1995 — Сказка за сказкой (Окаянчик)
- 1996 — Привет, дуралеи! — риелтор
- 1997 — 1998 — Улицы разбитых фонарей — Марат (1 сезон, 15 серия «Высокое напряжение»)
- 2000 — Охота на Золушку —
- 2000 — Тихие омуты — Владик (оператор)
- 2001 — Первое мая (фильм) — фарцовщик
- 2001 — Убойная сила — опер Стаценко
- 2001 — Новогодние приключения
- 2001 — Сыщики (Серия «Раскаявшиеся грешники») — Валерий Обаяшев
- 2001 — Вовочка —
- 2002 — Бригада — Артур Вениаминович Лапшин, предприниматель, бывший сосед «Пчёлы»
- 2002 — Порода — Севка
- 2002 — Две судьбы — Игорь
- 2003 — Игра в модерн
- 2003 — Инструктор —
- 2003 — Мангуст
- 2003 — Три цвета любви
- 2003 — Улицы разбитых фонарей 5 (серия «Удача по прозвищу Пруха») — Василий Чуриков
- 2004 — Женский роман
- 2004 — Экстренное торможение
- 2004 — Боец — режиссёр
- 2004 — Тридцатый снова в бою — Рекс (Савелий Говорков)
- 2005 — Бандитский Петербург 7: Передел — журналист Никифоров
- 2005 — Девять неизвестных — Макарон
- 2005 — Заложник
- 2005 — Одна тень на двоих — алкоголик Веня
- 2005 — Под небом Вероны — Роман
- 2005 — Своя чужая жизнь
- 2006 — Первый Скорый — Бывалый
- 2006 — В плену времени — Бобс
- 2006 — Терминал — журналист Никифоров
- 2006 — Голландский пассаж — журналист Никифоров
- 2006 — Под ливнем пуль — капитан Тихомиров
- 2006 — Противостояние — капитан Тихомиров
- 2006 — Сумасшедший день — директор фильма
- 2006 — Первый дома —  Дима Семицветов / алкаш / дядя Фёдор
- 2007 — Расплата — журналист Никифоров
- 2007 — Саквояж со светлым будущим — писатель-детективщик Дмитрий Родионов
- 2007 — Сапёры — капитан Вольф
- 2007 — Ниоткуда с любовью, или Весёлые похороны — раввин
- 2008 — Ни шагу назад — следователь НКВД
- 2008 — Сорокапятка — майор Синицын/Августин
- 2008 — Сердцеедки — Максим Смирнов
- 2008 — Гаишники — капитан/майор/подполковник Василий Петрович Тулин
- 2008 — Спасите наши души — Лавр Мылов
- 2008 — Колдовская любовь — Веня
- 2008 — Роман выходного дня — Анатолий Смыслов
- 2008 — Боец-2 — режиссёр
- 2010 — Русский дубль — Тарханин
- 2010 — Одиночка — полковник милиции Добров
- 2008 — Морские дьяволы. Судьбы
- 2010 — Наших бьют — бизнесмен
- 2010 — Отцы — учитель истории Александр Львов
- 2010 — Без права на ошибку — гауптман Вольф
- 2011 — Суперменеджер, или Мотыга судьбы — охранник
- 2011 — Медовая Любовь — предприниматель Андрей Евгеньевич
- 2011 — Лето волков — начальник РО НКГБ Гупан
- 2011 — Веское основание для убийства —  майор СБУ Степан Вернигор
- 2011 — Очкарик — Борис Изотов
- 2011 — Побег. Новый сезон — репортёр
- 2011 — Инспектор Купер — Антон Шмаков
- 2012 — Возвращение
- 2012 — Идеальный брак
- 2012 — Шеф — майор Андрей Ровинский
- 2012 — Братство десанта — полковник ФСБ Леонид Пестряков
- 2013 — Горько! — Борис Иванович, отчим невесты
- 2013 — Шеф 2 — майор Андрей Ровинский
- 2013 — Одноклассники.ru: НаCLICKай удачу — гаишник
- 2012 — Пенелопа — Роман Дмитриевич Кулагин
- 2014 — Физрук — криминальный авторитет Хромуля, приятель Фомы
- 2014 — Горько! 2 — Борис Иванович, отчим Наташи
- 2014 — Ёлки 1914 — Александр Аркадьевич
- 2014 — Ёлки лохматые — вор Макар
- 2014 — Военный корреспондент — Майор, командир ополчения ДНР[6]
- 2014 — Героевский — Макарыч, руководитель детского партизанского отряда
- 2015 — Призрак — Гена, авиаконструктор, друг Юрия Гордеева
- 2015 — Одной левой — врач Софи
- 2015 — Старшая дочь — полковник Олег
- 2015 — Метод — маньяк-таксист Жора
- 2015 — Зелёная карета — следователь
- 2015 — Дед Мазаев и Зайцевы — Боря Зайцев
- 2015 — Самый лучший день — майор ДПС
- 2016 — Страна чудес — полицейский Глеб Викторович
- 2016 — 30 свиданий — Валерон
- 2016 — Ставка на любовь — директор автосалона Сергей Владимирович
- 2016 — День выборов 2 — председатель ЦИК Василий Егорович
- 2016 — Пятница — директор турфирмы Вадим Равильевич
- 2016 — Вечный отпуск — Игорь Борисович Кравцов, отец Саши
- 2016 — Пушкин — майор Николай Кулаков
- 2016 — Вышибала — глава компании «Стройиндустрия» Михаил Андреевич Колотов
- 2016 — Одноклассницы — начальник Кати
- 2016 — Спарта — спортивный промоутер Виктор
- 2016 — Всё о мужчинах — Владимир Игоревич, отец Валентины
- 2016 — Жених — полицейский
- 2016 — Тонкий лёд — мэр Виктор Сергеевич Локтев, сводный брат Палагина
- 2016 — Суперплохие — Эротоман
- 2016 — Пьяная фирма — Виталий Кузьмич
- 2016 — Дед Мороз. Битва Магов — участник аукциона
- 2016 — Ёлки 5 —  продавец пингвина Макар
- 2017 — Вы все меня бесите! — Леонид, жених крёстной
- 2017 — Одна за всех — специальный корреспондент Павел, муж Екатерины Грибовой
- 2017 — Одноклассницы: Новый поворот — начальник Кати
- 2017 — Призрак опера — Ярошенко
- 2017 — Гоголь. Начало — доктор-патологоанатом Леопольд Леопольдович Бомгарт
- 2017 — Напарник — Лунтик, актёр, он же лже-Дракон
- 2017 — Короткое слово нет — Корнеев
- 2017 — Большие деньги (Фальшивомонетчики) — следователь, майор полиции, Аркадий Александрович Карпушин
- 2017 — Детки напрокат — бывший клиент Ульяны
- 2017 — Новогодний переполох — Михаил
- 2017 — Арена для убийства — Илья Александрович Драганов, директор цирка
- 2018 — Лёд — тренер Сева
- 2018 — Команда Б — подполковник Мороз
- 2018 — Воронины (465 серия) — Клаус Рихтер
- 2018 — Гоголь. Вий — доктор-патологоанатом Леопольд Леопольдович Бомгарт
- 2018 — Деффчонки 6 — Пётр Петрович Синичкин, папа Стаси и Лёли
- 2018 — Безголовые (короткометражный)
- 2018 — Гоголь. Страшная месть — доктор-патологоанатом Леопольд Леопольдович Бомгарт
- 2018 — Временные трудности — Николай Волков, друг семьи Ковалёвых
- 2018 — Смертельный тренинг — Юрий Ковалёв
- 2019 — Праздник — советский учёный Георгий Воскресенский
- 2019 — 90-е. Весело и громко — Аркадий Леонидович («Доктор»), владелец ресторана «Бомбей», «новый русский»
- 2019 — Гоголь — доктор-патологоанатом Леопольд Леопольдович Бомгарт
- 2019 — Братство — прапорщик разведроты Абдусаламов, оказавшийся в плену
- 2019 — Трудности выживания — Антон Щукин, редактор
- 2019 — Команда мечты — Степан Вершинин
- 2019 — Элефант — Роман Пекарский, адвокат Шубина
- 2019—н.в. — Полярный — Юрий Андреевич Новиков, мэр Полярного
- 2019 — Лев Яшин. Вратарь моей мечты — журналист ТАСС
- 2020 — Большие надежды — Александр, отчим Эры
- 2019—2020 — 100янов шоу — разные роли
- 2020 — Триггер — Игорь Михайлович, криминальный бизнесмен
- 2020 — Последний министр — Евгений Александрович Тихомиров, министр
- 2020 — Проект «Анна Николаевна» (5-я серия) — Михеев
- 2020 — Окаянные дни (новелла «Розыгрыш»)
- 2020 — Вратарь Галактики — космобольный комментатор
- 2020 — Конференция — директор ТЦ
- 2021 — МиниМакс — чиновник
- 2021 — День города — мэр города Тетиева
- 2021 — Love — Константин
- 2021 — Конёк-Горбунок — Спальник
- 2021 — По колено — камео
- 2021 — Пальма — Игорь Польский
- 2021 — Метод 2 — маньяк-таксист Жора
- 2021 — Любовь и монстры — Стоян, сторож-философ
- 2021 — Маленький воин — директор школы
- 2021 — Русские горки — Иван Петрович Быков, начальник лагеря
- 2021 — До самого солнца — Фёдор Шумейко
- 2021 — Собор — Александр Меншиков
- 2022 — Братья — актёр, играющего полковника
- 2022 — Модный синдикат — Кирилл Антонович Ланской
- 2022 — Искренне Ваша — Сергей Леонидович
- 2022 — Артек. Большое путешествие — Ярослав Игоревич Лебедев, дед Ярика
- 2022 — Одна — пилот вертолёта
- 2022 — ИП Пирогова 5 — Анатолий Лебедев, ведущий шоу «Лучший кондитер России»
- 2022 — Люся — отец Сени
- 2022 — Домой! — отец
- 2022 — Ёлки 9 — адвокат
- 2022 — Евгенич 2 — Солянский
- 2022 — Бежать некуда (короткометражный) — папа
- 2022 — Зёма. Сказка на районе — мэр
- 2023 — Свободные отношения — отец Илоны
- 2023 — Шаляпин — Мамонт Дальский
- 2023 — Непослушная — Владимир Рысак, отец Матвея, хозяин строительной компании
- 2023 — Игра в убийство — Иван Самсонов
- 2023 — Разрешите обратиться — Захарыч
- 2023 — Баба Яга спасает мир — Иван-Царевич
- 2023—н.в. — Телохранители — друг Папы
- 2023 — Первокурсницы — Андрей Геннадьевич Донских
- 2023 — Секс. До и после — Эдуард
- 2023 — Политех — замминистра
- 2023 — Отмороженные — Ноль
- 2023 — Одна дома — Михаил Иванович
- 2023 — Новогодний ол инклюзив — Розов
- 2023 — Вредная привычка — Николай, отец Васи
- 2024 — Конец славы — камео
- 2024 — Сергий против нечисти. Яга — Живая вода
- 2024 — Красный 5 — Виктор Осипов, физик
- 2024 — Загляни ему в голову — Бахвалов
- 2024 — Панчер — Константин, владелец подпольного клуба «Тарантул»
- 2024 — Бывший в помощь — Виктор Алексеевич
- 2024 — Мое любимое привидение — дядя Паша
- 2024 — Фантазёр, или Удивительный мир инженера Лужина
- 2024 — Огниво — Жан
- 2024 — Право на лево — адвокат, муж Ольги
- 2024 — Зять — Олег
- 2024 — Экстрим — полковник
- 2024 — Баба Яга спасает Новый год — Иван-Царевич
- 2025 — Министерство Всего Хорошего — директор Игоря
- 2025 — Василий — Сергей Иванович
- 2025 — Мы рожаем! — Николай Юрьевич, отец Ани, бизнесмен
- 2025 — Капитан Крюк — Игорь Андреевич Шульский
- 2025 — Дорогая, я больше не перезвоню
- 2025 — Море на двоих
- 2025 — Злые люди — Шокальский, директор гимназии
- 2025 — Пожить как люди — Гераклий Корнеев
- 2025 — Мэр поневоле — Николай Николаевич Силютин
- 2025 — Скрытые мотивы — Василий Долинин
- 2025 — 50 оттенков брака — Андрей
- 2026 — Левша — Ноздрин
- 2026 — Смешарики. Сквозь вселенные — Лосяш

### Озвучивание и дубляж
- 1982—1986 — Рыцарь дорог — К. И. Т. Т. (в отдельных сериях)
- 1987—1989, 1994—1995 — Черепашки-ниндзя (в дубляже перевод телекомпании «ТВИН», Санкт-Петербург) — Леонардо / Донателло / Крэнг / Бибоп / Крысиный король (классические/старые серии: 1-й (1987 г.), 2-й (1988 г.), 3-й (1989 г.), 8-й (1994 г.), и 9-й сезоны (только серии 1995 г.) перевод дубляжа телекомпании «Твин» 81 серий)
- 1993 — Настоящая Маккой — закадровый перевод (мужские роли)
- 1995—2000 — Путешествия в параллельные миры (телесериал) — Куин Меллори
- 1999 — Улицы разбитых фонарей-2. Рождество — Руслан Шамшудинович Колчан (роль Александра Спорыхина), озвучивание эпизодических ролей
- 1999—2000 — Приключения в Изумрудном городе — некоторые из Жевунов, кот и аист (1 серия), охранник замка (2 серия), некоторые из Мигунов (2, 3 серии)
- 2001 — Бандитский Петербург. Фильм 3. Крах Антибиотика — бандит (1 серия), перевод на русский язык и следователь прокуратуры (роль Владислава Кириенко) (4 серия), диктор в новостях (5 серия)
- 2002 — Планета сокровищ — Б. Е. Н.
- 2002 — Умри, но не сейчас — Густав Грейвз / полковник Мун
- 2002 — Крот 2 — официант (роль Александра Рониса)
- 2003 — В поисках Немо — Марлин
- 2003 — Лига выдающихся джентльменов — Родни Скиннер
- 2003 — Медальон — инспектор Интерпола Артур Уотсон
- 2003 — Ангелы Чарли: Только вперёд — Шеймус О’Грейди
- 2003 — Братец медвежонок — баран; бурундук
- 2008 — Кто был Шекспиром — от автора
- 2022 — Чинк: Хвостатый детектив — барсук Мэр

## Награды и номинации
- 2014 — Номинация на премию «Золотой орёл» за лучшую мужскую роль второго плана («Горько!»)[7]
- 2016 — Номинация на премию «Золотой орёл» за лучшую мужскую роль второго плана («Призрак»)[источник не указан 125 дней].